# Голуб бурий
Го́луб бурий (Columba eversmanni) — вид голубоподібних птахів родини голубових (Columbidae). Мешкає в Центральній і Південній Азії. Вид названий на честь німецького натураліста Едуарда Фрідріха Еверсманна.

## Опис

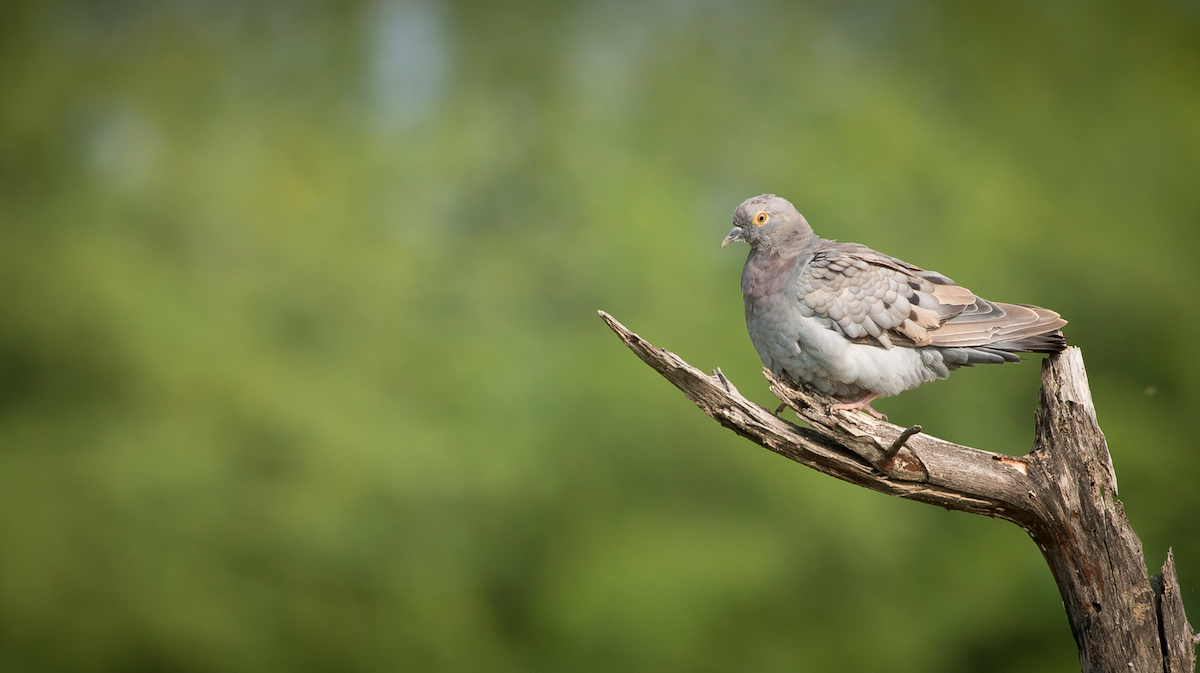
Бурий голуб

Бурий голуб — це голуб середнього розміру, довжина якого становить близько 30 см, а вага від 183 до 234 г. Довжина крила птаха становить 190-210 мм, хвоста 95-105, цівки 22-28 мм, дзьоба 15-20 мм. Розмах крил у самців становить близько 63 см. Дорослі птахи мають переважно сірувато-сизе забарвлення, передня частина спини і покривні перра крил мають виражений буруватий відтінок. Підхвістя і надхвістя значно темніші за решту тіла. Верхня частина голови, груди і воло мають винно-рожевий відтінок. Боки і задня частина шиї мають зелений металевий відблиск (у деяких положеннях цей віблиск стає пурпуровим), воло має мідно-червоний відблиск. Задня частина спини дуже світла — світло-сиза, іноді майже біла. На передній частині спини крила мають широкі димчасто-буруваті краї. Першорядні махові пера чорно-бурі зі світло-сірою основною половиною внутршнього опахала. Вторинні махрві пера світло-сірі з темними вершинами. Нижні покривні пера крил світло-сизі або білі. Стернові пера аспидно-сірі, більш темні на вершині, блія самої вершини майже чорні. Верхні покривні пера крил мають буруватий відтінок. Поперек крил йдуть два ряди чорних плям, які формують дві пунктирні смуги. Дзьоб біля основи темно-сірий, на кінці зеленувато-жовтий. Лапи тілесно-рожеві, червонуваті або жовтуваті. Райдужки жовті, навколо очей є ділянки голої жовтої шкіри. Молоді особини мають більш тьмяне, бурувате забарвлення, металевий відблиск у них відсутній. Дорослі особини линяють з травня по липень, найчастіше у червні-липні.
Бурі голуби відрізняються від сизих голубів та голубів-синяків меншими розмірами та добре помітним в польоті коротким хвостом. В польоті помітна більш темна, ніж у синіх голубів, нижня частина крил і тіла. При взльоті бурі голуби, подібно до голубів-синяків, утворюють характерний "свист" крилами. Бурі голуби здебільшого мовачзні, але під час сезону розмноження іноді видають слабке «у-у-у».

## Поширення і екологія
Бурі голуби широко поширені в Центральній Азії, на півдні Казахстану, в Узбекистані, Туркменістані, Таджикистані, Киргизстані, Афганістані, північно-східному Ірані та на крайньому заході Китаю. Гніздяться від східного узбережжя Аральського моря, Сарикамиської западини і передгір'їв Центрального Копетдагу до озера Зайсан, східної частини Ферганської долини та Південно-Західного Таджикистану, на північ до долини Сирдар'ї, нижньої течії Сарису і Чу та до озера Балхаш. Зимують переважно в Афганістані, на південному сході Ірану, на півдні Пакистану та на північному заході Індії. На зимівлі в Індії птахи спостерігаються з жовтня-листопада по березень.
В Центральній Азії бурі голуби гніздяться поблизу джерел води (річок, струмків, гірських озер), що значною мірою обмежує область поширення виду у передгір'ях та на рівнинах. В долині річки Зеравшан гніздяьться на стрімких глинистих берегах, часто поблизу полів, в Узбекистані віддають перевагу низькогірським районам і рідко селяться на рівнинах, в Казахстані переважно гніздяться в тугаях і тополевих гаях, у гірських районах Тянь-Шаню і Паміро-Алаю — на високих берегах річок. В передмістях трапляються у старих покинутих садах. У міських парках і садах зустрічаються надзвичайно рідко і лише під час весняних і осінніх міграцій.
Бурі голуби живляться переважно насінням, зерном і ягодами, зазвичай шукають їжу на землі, але іноді зривають плоди з гілок. Мігрують на південь у жовтні-листопаді, взимку утворюють зграї та ночують на деревах. Повертається у місця гніздування у квітні, а гніздування відбувається пізньою весною та влітку. Гніздяться в норах, дуплах дерев або покинутих будівлях. Гніздо — платформа з гілочок, в кладці 2 білих яйця.

## Збереження
МСОП класифікує цей вид як вразливий. За оцінками дослідників, популяція бурих голубів нараховує 15-30 тисяч особин. Їм загрожує полювання та знищення природного середовища.